# رشنال
رشنال (انگلیسی: Rational) شرکت صنایع سنگین آلمانی است، که در سال ۱۹۷۳ تأسیس شد.